# Gewürzluiken

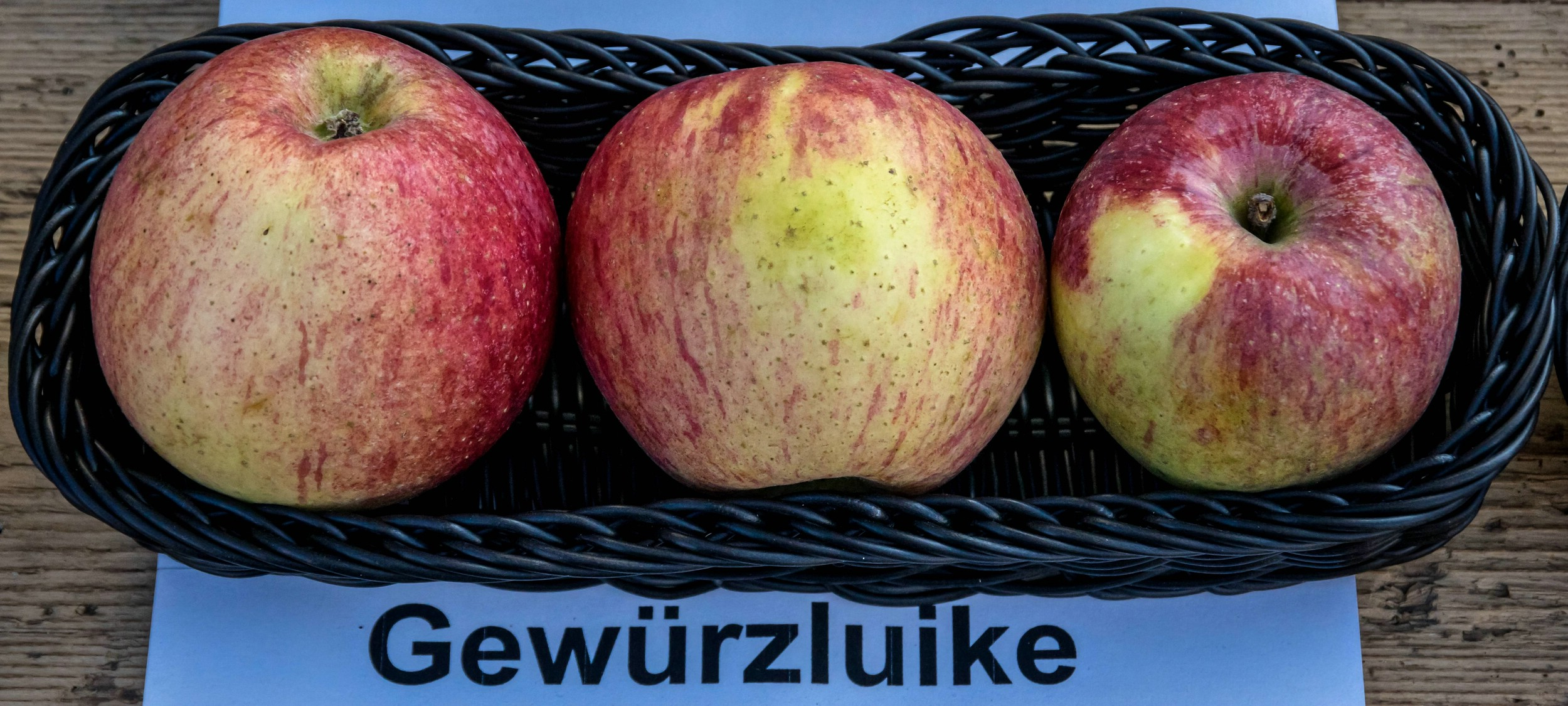
Ansicht der Frucht

Die Gewürzluike (oder der Gewürzluikenapfel) ist eine Herbstapfelsorte.
Der Ursprung dieser Sorte ist ein Zufallssämling, vermutlich aus Nordwürttemberg. Von dort aus wurde die Sorte seit 1885 in ganz Württemberg verbreitet, so dass sie neben dem Luikenapfel, mit dem sie auch gern verwechselt wird, zu einer der am häufigsten gepflanzten Sorten in Württemberg wurde.
Die mittelgroßen bis großen Früchte haben eine gelbe Grundfarbe und eine kräftig karminrote bis dunkelrote Deckfarbe mit teilweise braunroten Streifen. Das Fruchtfleisch ist weiß, sehr saftig und hat einen säuerlichen, leicht würzigen Geschmack. Pflückreif sind die Früchte etwa Mitte bis Ende Oktober und von November bis März genussreif. Verwendet wird die Frucht als Tafelapfel und zur Mostherstellung.

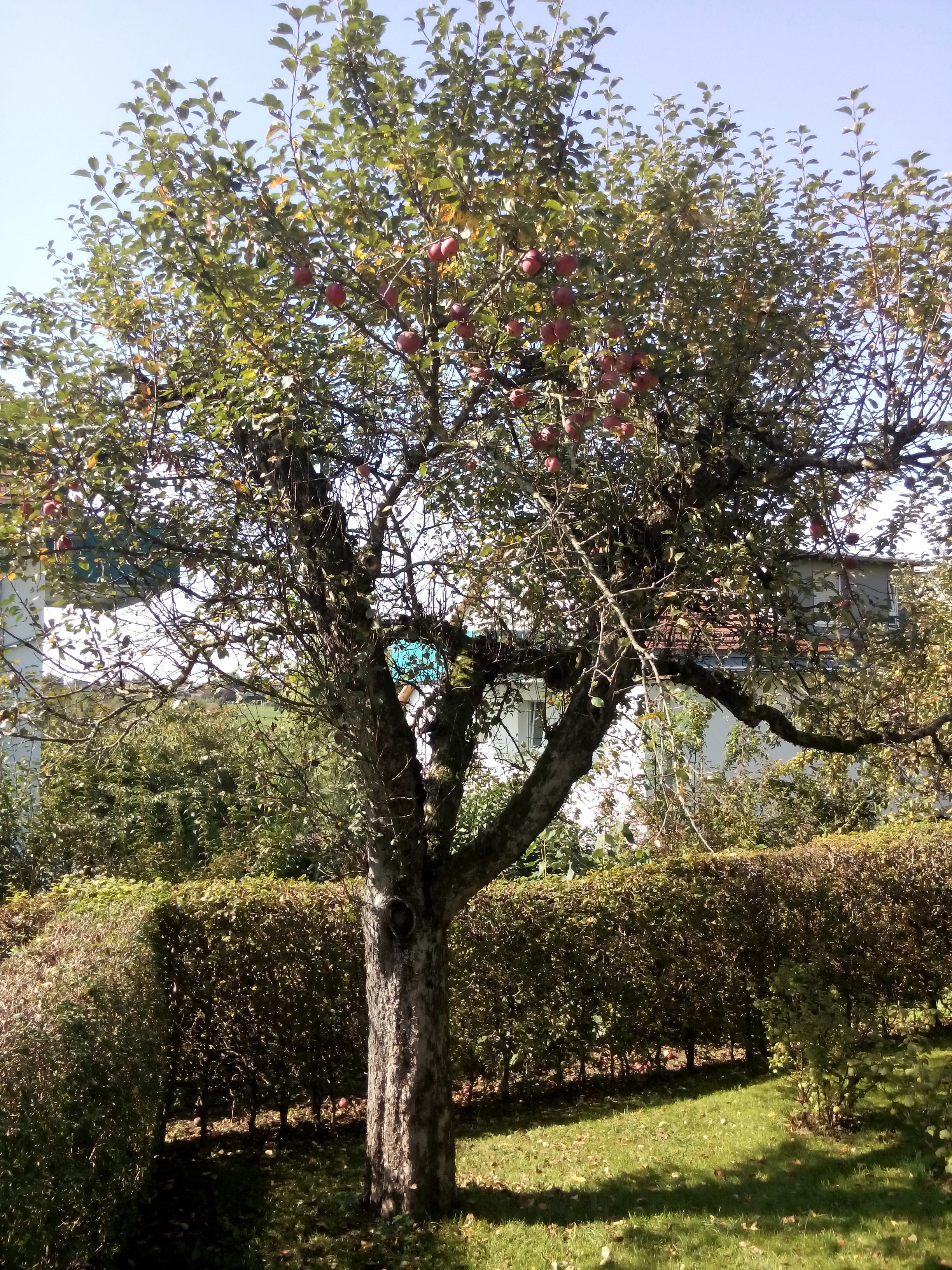
Gewürzluikenbaum, ca. 80 Jahre alt, Standort Backnang (Baden-Württemberg)

Die Sorte sollte nur in wärmeren Lagen gepflanzt werden, da sie anfällig für Holzfröste ist und in kalten Lagen meist nicht ausreifen kann, wodurch die Früchte nicht ausfärben und grasig schmecken.